# Camptomyia heterobia
Camptomyia heterobia är en tvåvingeart som beskrevs av Boris Mamaev 1961. Camptomyia heterobia ingår i släktet Camptomyia och familjen gallmyggor. Inga underarter finns listade i Catalogue of Life.